# Вильягра, Хонатан
Хо́натан Вилья́гра (исп. Jonathan Villagra; род. 28 марта 2001, Киликура, Сантьяго) — чилийский футболист, защитник клуба «Унион Эспаньола».

## Клубная карьера
Вильягра — воспитанник клубов «Кобрелоа» и «Унион Эспаньола». Выступал на позиции атакующего полузащитника, но после перехода в академию последних, стал играть на позиции защитника. 15 февраля 2021 года в матче против «Кобресаль» он дебютировал в чилийской Примере.

## Международная карьера
В 2023 году в составе олимпийской сборной Чили Вильягра принял участие в домашних Панамериканских играх.